# Парламентські вибори в Молдові 2014
Парламентські вибори в Молдові відбулися 30 листопада 2014.
До новообраного складу парламенту увійшли п'ять партії: соціалістична (25 місць), ліберально-демократична (24 місця), комуністична (21 місце), демократична (19 місць) та ліберальна (13 місць).
30 грудня було створено більшість з 59 депутатів, до складу якої увійшли Ліберально-демократична, Демократична та Ліберальна партії. Альянс отримав назву «За європейську інтеграцію». Першим кроком нової коаліції стало обрання спікером парламенту лідера Демократичної партії Маріана Лупу.

## Результати

Результати виборів за районами.

Підсумки Парламентських виборів у Молдові 30 листопада 2014
| Партії та блоки                                                  | Партії та блоки                                                                                                | Голоси    | %        | +/−     | Місця |
| ---------------------------------------------------------------- | --- | --------- | -------- | ------- | ----- |
|                                                                  | Партія соціалістів Республіки Молдова                                                                          | 327 912   | 20,51 %  | —       | 25    |
|                                                                  | Ліберально-демократична партія Молдови                                                                         | 322 201   | 20,16 %  | 9,26 %  | 23    |
|                                                                  | Партія комуністів Республіки Молдова                                                                           | 279 366   | 17,48 %  | 21,86 % | 21    |
|                                                                  | Демократична партія Молдови                                                                                    | 252 489   | 15,80%   | 3,10 %  | 19    |
|                                                                  | Ліберальна партія Молдови                                                                                      | 154 518   | 9,67 %   | 0,29 %  | 13    |
|                                                                  | Коммунистическая партия реформаторов Молдовы                                                                   | 78 716    | 4,92 %   | —       | 0     |
|                                                                  | Избирательный блок «Выбор Молдовы — Таможенный союз» - Социал-демократическая партия - Партия регионов Молдовы | 55 089    | 3,45 %   | —       | 0     |
|                                                                  | Народное движение «Антимафия»                                                                                  | 27 846    | 1,74 %   | —       | 0     |
|                                                                  | Либерал-реформаторская партия                                                                                  | 24 956    | 1,56 %   | —       | 0     |
|                                                                  | Независимый кандидат Олег Брега                                                                                | 14 085    | 0,88 %   | —       | 0     |
|                                                                  | Народная партия Республики Молдова                                                                             | 12 110    | 0,76 %   | —       | 0     |
|                                                                  | Християнсько-демократична народна партія                                                                       | 11 782    | 0,74 %   | 0,21 %  | 0     |
|                                                                  | Партия «Народная сила»                                                                                         | 11 665    | 0,73 %   | —       | 0     |
|                                                                  | Национал-либеральная партия                                                                                    | 6858      | 0,43 %   | 0,21 %  | 0     |
|                                                                  | Партия «Возрождение»                                                                                           | 4158      | 0,26 %   | —       | 0     |
|                                                                  | Независимые кандидат Олег Черней                                                                               | 2781      | 0,17 %   | —       | 0     |
|                                                                  | Партия «Демократическое действие»                                                                              | 2564      | 0,16 %   | —       | 0     |
|                                                                  | Партия «Демократия дома»                                                                                       | 2449      | 0,15 %   | —       | 0     |
|                                                                  | Партия «За народ и Отечество»                                                                                  | 1697      | 0,11 %   | 0,17 %  | 0     |
|                                                                  | Партия «Патриоты Молдовы»                                                                                      | 1498      | 0,09 %   |         | 0     |
|                                                                  | Зелёная экологическая партия                                                                                   | 1360      | 0,09 %   | 0,01 %  | 0     |
|                                                                  | Независимые кандидат Валерий Плешка                                                                            | 991       | 0,06 %   | 0,06 %  | 0     |
|                                                                  | Независимые кандидат Анатолий Дога                                                                             | 794       | 0,05 %   | —       | 0     |
|                                                                  | Центристский союз Молдовы                                                                                      | 633       | 0,04 %   | —       | 0     |
|                                                                  | Партия «Patria»                                                                                                | —         | —        | —       | —     |
|                                                                  | Общественно-политическое движение «Равноправие»                                                                | —         | —        | —       | —     |
| Всього (57,28 %)                                                 | Всього (57,28 %)                                                                                               | 1 598 518 | 100,00 % | —       | 101   |
| Джерело: alegeri.md [Архівовано 7 січня 2019 у Wayback Machine.] | |           |          |         |       |